# We Have a Ghost
We Have a Ghost és una pel·lícula de comèdia de terror sobrenatural estatunidenca del 2023 escrita i dirigida per Christopher Landon. Està basat en la història curta de 2017 Ernest, de Geoff Manaugh. La pel·lícula és protagonitzada per David Harbour, Jahi Di'Allo Winston, Tig Notaro, Jennifer Coolidge i Anthony Mackie.
We Have a Ghost va ser llançat el 24 de febrer de 2023 per Netflix. Ha estat subtitulada al català.

## Sinopsi
Després de descobrir que la seva nova llar està embruixada per un fantasma anomenat Ernest, Kevin crea un canal de YouTube i fa que el fantasma i la seva família siguin famosos a Internet. Tanmateix, quan Kevin i Ernest comencen a descobrir la veritat sobre el passat del fantasma, es converteixen en un objectiu de la CIA.

## Repartiment
- David Harbour com a Ernest[4]
- Jahi Di'Allo Winston com a Kevin[4]
- Anthony Mackie com a Frank[4]
- Tig Notaro com a agent del govern que persegueix a l'Ernest[4]
- Jennifer Coolidge com a mediu de la TV[4]
- Isabella Russo com a veï d'en Frank[4]
- Erica Ash
- Niles Fitch
- Faith Ford
- Steve Coulter

## Recepció
A l'agregador de ressenyes Rotten Tomatoes, la pel·lícula té una puntuació d'aprovació del 41% basada en 32 ressenyes, amb una valoració mitjana de 5,2/10. A Metacritic, la pel·lícula té una puntuació mitjana ponderada de 56 sobre 100, basada en 18 crítics, que indica "crítiques mixtes o mitjanes".